# Pace di Bartolo
Pour les articles homonymes, voir Di Bartolo, Bartolo et Faenza (homonymie).
Pace di Bartolo ou Pace da Faenza est un peintre italien qui fut actif au XIVe siècle.

## Biographie
On ne dispose que de peu de documents sur la vie de Pace di Bartolo connu aussi sous le nom de Pace da Faenza. Ce peintre actif pendant le XIVe siècle est un suiviste de Giotto et a probablement réalisé diverses fresques en extérieur à l'église San Giovanni Decollato de  Bologne. Il avait un talent particulier pour représenter les petites figures. 
Pace di Bartolo a été surtout documenté à Assise en 1344, alors qu'il travaillait pour la confrérie Santo Stefano. 
Vers l'an 1354 il réalise Scènes de la vie de saint Antoine Abbé (perdues); d'après Giorgio Vasari, un duc de Spolète a commandé cette fresque à Pace da Faenza pour la Cappella sant'Antonio dans l'église inférieure de Saint-François. Un paiement effectué en 1354 à un artiste appelé Pace, enregistré dans les archives du Sacro Convento semble en accréditer la paternité.
Un document de 1363 atteste un paiement à Pace di Bartuolo pour les fresques du tabernacle in Vicolo Santo Stefano. 
En 1367 un autre document atteste le paiement pour la peinture des armoiries du pape Urbain V et à Assise des fresques sur certaines des nouvelles portes de la ville.  À cette époque il était citoyen d'Assise.

## Œuvres
Fresques basilique Saint-François d'Assise
- Scènes de la vie de saint Antoine Abbé (perdues)

Fresques (1363), tabernacle dans le Vicolo Santo Stefano
- Annonciation (au-dessus de l'arc) ;
- Rédempteur avec les prophètes (sous l'arche) ;
- Saint Jean-Baptiste et sainte Catherine d'Alexandrie (sur les côtés).

Fresques (1367), peintures des armes d'Urbain V et certaines des portes de la ville
- Porta di San Francesco  (redécouvertes en 1911) ; la plupart ont été perdues.

Fresques (XIVe siècle) Basilique Sainte-Claire d'Assise, Cappella di San Giorgio
- Fresques sur le mur gauche de la première baie : 
  - Annonciation, avec un donateur agenouillé à droite[5] (dans la lunette) ; 
  - Saint Georges[6] sauve la princesse du dragon (à gauche) ;
  - Vierge à l'Enfant devant la crèche et l'Esprit Saint descendant, avec saint Joseph endormi[7] et l'ange apparaissant aux bergers[8].
  - Adoration des Mages[9].
- Urbain V [10] tient un panneau avec les portraits des saints Pierre et Paul[11].

Fresques Oratorio San Crispino
- L'Agonie dans le jardin,
- Vierge à l'Enfant avec des anges

Fresques Oratorio della Confraternità di San Rufinuccio
- Vierge à l'Enfant entourée de deux anges avec donateurs,
- Tête du Christ et celle d'un ange[14].

Fresques de la Basilique Sainte-Marie-des-Anges d'Assise
- La Vierge et l'Enfant[15].
- Silhouette de l'Ange de l'Annonciation[16]

Fresques de la Cappella del Sacramento de San Pietro
- Annonciation (à gauche sur le mur du fond),
- Vierge à l'Enfant (à droite sur le mur du fond),
- Saint Victorin (sur le mur de droite).

Fresques de l'Oratorio di San Gregorio
- Annonciation ,

Fresques de l'ancienne église de Saint Apollinare
La Stigmatisation de saint François. 
En 1574 les œuvres suivants se trouvaient à Forlì
- La Sainte Croix
- La Passion, petite peinture à tempera,
- Histoires de la vie de Marie, quatre peintures,